# John Bruton
John Gerard Bruton (18. května 1947 – 6. února 2024 Dublin) byl irský politik. V letech 1994–1997 byl premiérem Irska, vedl tzv. duhovou koalici se Labour party a Demokratickou levicí. V letech 1981–1982 a 1986–1987 byl ministrem financí, 1983–1986 ministrem průmyslu, obchodu a turismu, roku 1987 ministrem veřejné správy. Byl představitelem strany Fine Gael, jejímž předsedou byl v letech 1990–2001. V letech 1969-2004 byl nepřetržitě poslancem dolní komory irského parlamentu (Dáil Éireann). V letech 2004–2009 byl velvyslancem Evropské unie ve Spojených státech.